# 鎌田幹康
鎌田 幹康（かまた みきやす、本名：鎌田悠幹）は、日本の漫画家、漫画原作者。三重県出身。

## 経歴
高校の国語講師として働きながら、漫画の投稿を始める。2015年、『スカードッグ』でヤングアニマル月間マンガ賞 10月期 NEXT YA佳作。翌年、『ヤングアニマル嵐』（白泉社）2016年 vol.11に読切『ギアズギア』が掲載され、誌面デビューとなる。
2019年、『リトルスピリット』で第4回 ストキンProの準入選を受賞。
2021年、『週刊少年ジャンプ』（集英社）で、『クーロンズ・ボール・パレード』を連載開始。鎌田は原作を担当し、作画には『マコトの王者 〜REAL DEAL CHAMPION〜』（「ゲッサン」（小学館））の福井あしびを迎えた。

## 作品リスト

### 連載
- クーロンズ・ボール・パレード（作画：福井あしび、『週刊少年ジャンプ』2021年11号[7] - 2021年31号[8]、既刊2巻） - 原作担当

### 読切
- ギアズギア（『ヤングアニマル嵐』2016年11号[6]）
- 大逆転裁判2 -成歩堂龍ノ介の覺悟-（『ヤングアニマル』2017年15号[9]）